# Ilana Yahav
Ilana Yahav (hébreu : אילנה יהב) est une artiste israélienne particulièrement connue pour sa pratique de l'animation de sable,,.

## Biographie
Yahav étudie l'animation de sable à Hollywood, New York et Londres. Elle dirige par la suite un studio spécialisé en effets spéciaux pour des productions cinématographiques et publicitaires. Elle crée également des marionnettes pour l'émission de télévision israélienne satirique Chartzufim (en), inspirée de la production britannique Spitting Image. 
Yahav s'est produite à plusieurs endroits et devant divers publics, dont notamment au Kremlin, pour le roi d'Espagne et le roi de Belgique.